# Andreas Roloff

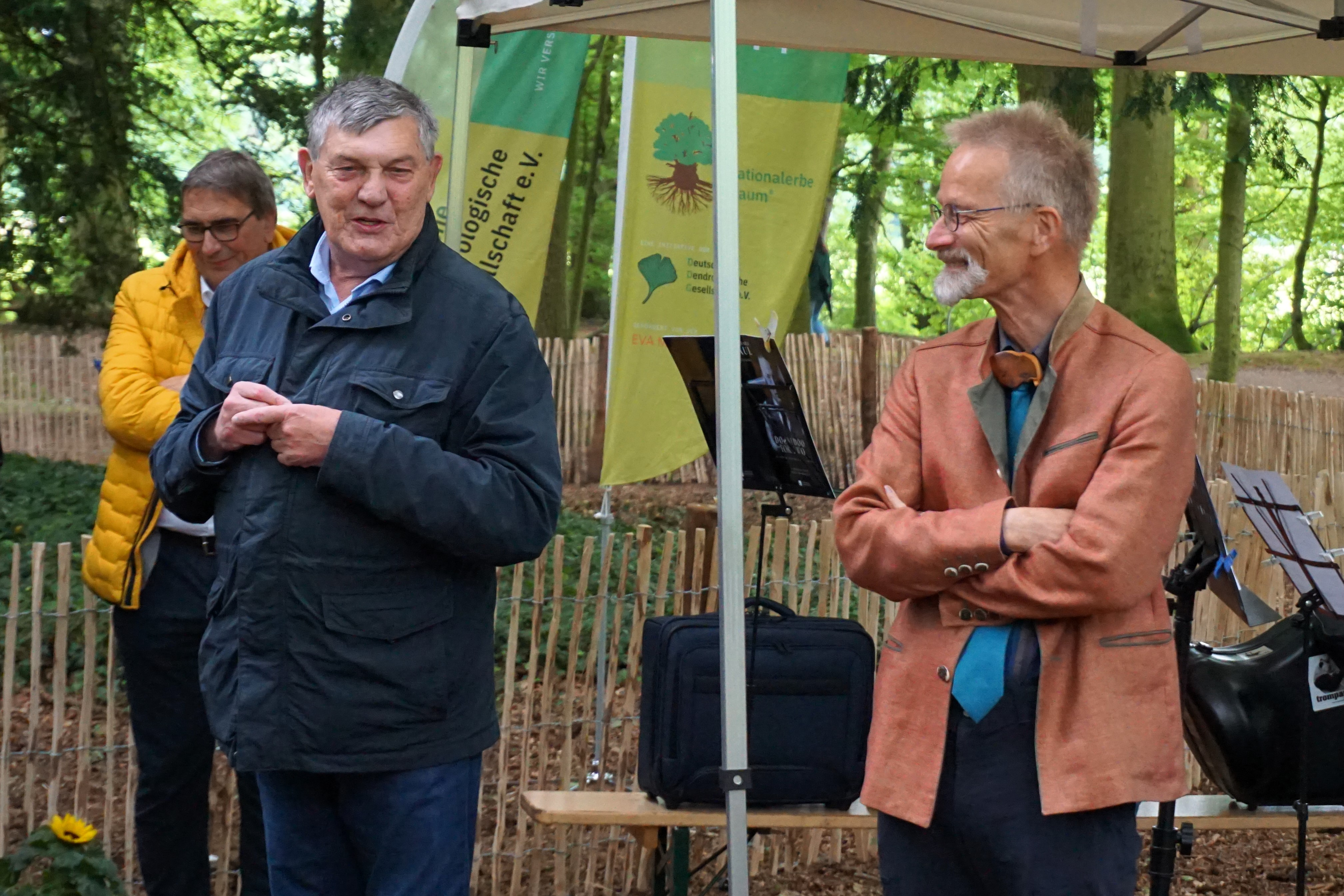
Andreas Roloff, rechts im Bild (2024)

Andreas Roloff (* 15. Mai 1955 in Bremen) ist ein deutscher Forstwissenschaftler.
Spezialisiert auf die Fachgebiete Forstbotanik und Dendrologie, hatte er von 1990 bis 1993 eine Professur für diese beiden Fachgebiete an der Georg-August-Universität Göttingen und von 1994 bis 2022 den Lehrstuhl für Forstbotanik an der Fachrichtung Forstwissenschaften Tharandt, Fakultät Umweltwissenschaften der Technischen Universität Dresden inne, seit 2022 die Seniorprofessur für Baumbiologie an der TU Dresden.

## Biografie

### Herkunft und Ausbildung
Roloff wuchs in Bremen auf, wo er auch die Schule besuchte und 1974 am Alten Gymnasium sein Abitur ablegte. Danach war er im Zivildienst und dann bis zum Studium als Erziehungshelfer im Heilpädagogischen Kinderheim für schwer erziehbare Kinder und Jugendliche in Rosdorf-Obernjesa bei Göttingen tätig. Im Anschluss begann er 1976 an der Georg-August-Universität Göttingen ein Studium der Psychologie.

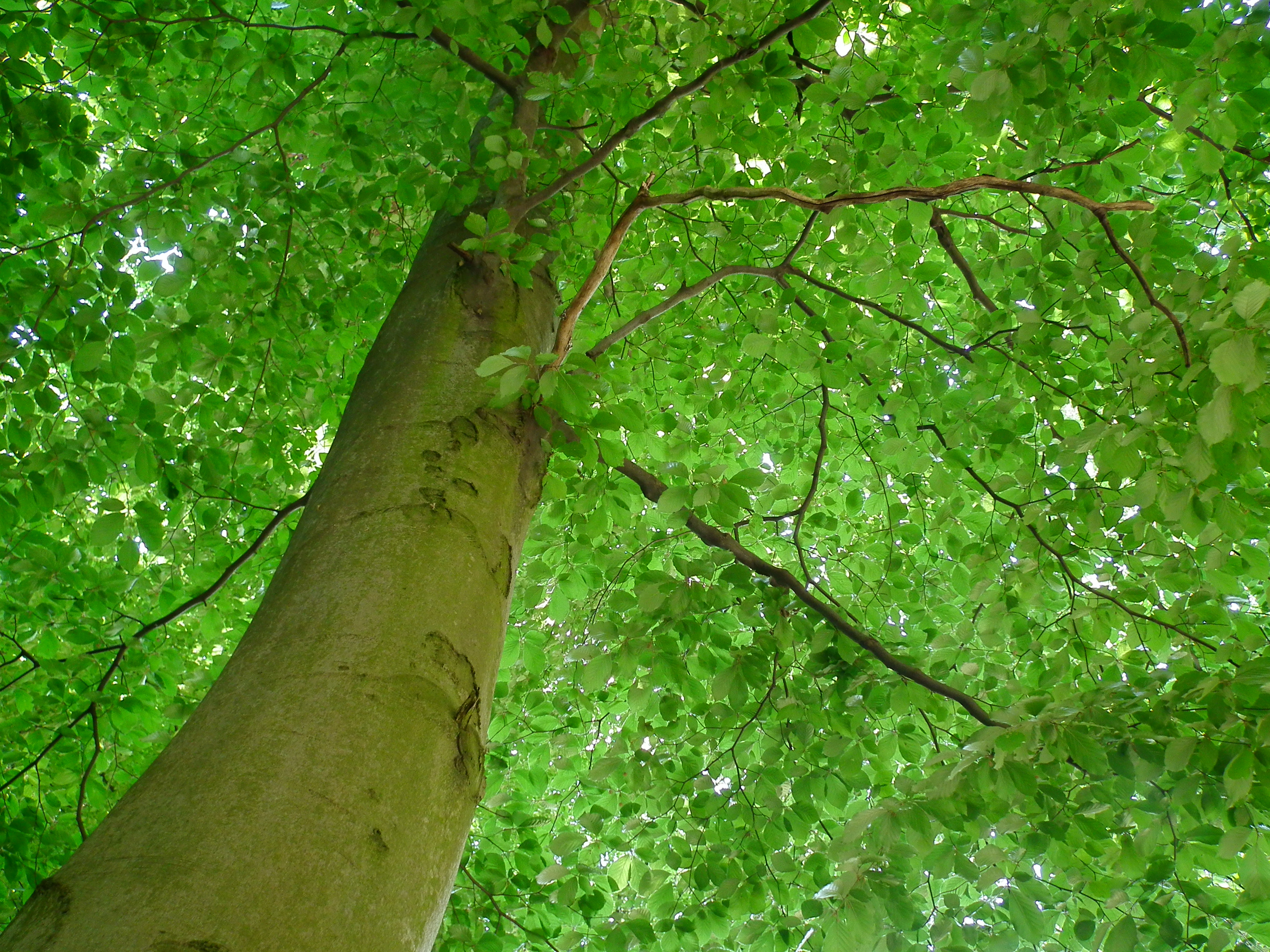
Andreas Roloff konnte mit Hilfe der Morphologie genau aufzeigen, wie sich Rotbuchen den Luftraum nutzbar machen

Nach dem 1979 bestandenen Vordiplom wechselte Roloff jedoch zum Fachbereich Forstwissenschaften. Diesen Studiengang schloss er 1984 als Diplom-Forstwirt ab. Er blieb anschließend am Forstwissenschaftlichen Fachbereich der Universität, arbeitete dort als Wissenschaftlicher Mitarbeiter am Institut für Forstbotanik und forschte zugleich für seine Dissertationsschrift Morphologie der Kronenentwicklung von Fagus sylvatica L. (Rotbuche) unter besonderer Berücksichtigung möglicherweise neuartiger Veränderungen, mit der er 1986 am Forstwissenschaftlichen Fachbereich zum Dr. forest. promoviert wurde. Die Arbeit, in der Roloff aufzeigte, wie sich Rotbuchen den Luftraum nutzbar machen, stieß auf ein großes Echo in der forstlichen Fachwelt – nicht zuletzt auch vor dem Hintergrund der Debatten um das so genannte Waldsterben. Aufbauend auf diesen Erkenntnissen entstand ein viel verwendeter Schlüssel zur Ansprache von Wuchsanomalien der Buche. Für seine Forschungsleistung wurde Roloff zum Jahresende mit dem Thurn- und Taxis-Förderpreis für die Forstwissenschaft 1986 ausgezeichnet. Bei der Preisverleihung an der Ludwig-Maximilians-Universität München sagte deren Präsident Wulf Steinmann:

„Wer hätte gedacht, dass es im Zeitalter der Biochemie, der Physiologie, Molekulargenetik oder Biomathematik möglich sein würde, mit Hilfe der Morphologie, einer eher beschreibenden, sehr alten Wissenschaft, die Kenntnis des Baumlebens zu erweitern und gleichzeitig einen wichtigen Beitrag zum Verständnis der Vorgänge zu leisten, die unter dem Begriff neuartige Waldschäden bekannt geworden sind.“

### Göttingen und Dresden/Tharandt
Roloff blieb bis 1987 am Institut für Forstbotanik, um dann bis 1990 als Wissenschaftlicher Mitarbeiter an das thematisch eng verbundene Institut für Waldbau des Fachbereichs zu wechseln.
Seine an der Rotbuche angewandten Untersuchungsmethoden weitete er auf andere Baumarten aus. 1988 habilitierte er sich mit der Schrift Kronenentwicklung und Vitalitätsbeurteilung ausgewählter Baumarten der gemäßigten Breiten am Forstwissenschaftlichen Fachbereich der Göttinger Universität und erhielt die Lehrbefugnis im Fach Forstbotanik. Im Anschluss war er bis 1990 als Wissenschaftlicher Assistent am Institut für Waldbau der Universität Göttingen tätig, was auch die Lehrverantwortung für das Fach Forstliche Vegetationskunde einschloss.
1990 wurde Roloff auf den Lehrstuhl für Forstbotanik und Dendrologie am Institut für Forstbotanik der Universität Göttingen berufen. Dazu gehörte auch die wissenschaftliche Leitung des Forstbotanischen Gartens der Universität Göttingen, wobei ihn Andreas Bärtels als technischer Leiter unterstützte.
1993 nahm Roloff einen Ruf auf den Lehrstuhl für Forstbotanik an der Fachrichtung Forstwissenschaften der Technischen Universität Dresden in Tharandt an, wo er seit Januar 1994 lehrt und forscht. Verbunden ist diese Professur mit der Tätigkeit als Direktor des Instituts für Forstbotanik und Forstzoologie sowie des Forstbotanischen Gartens Tharandt der TU Dresden, eine der weltweit ältesten und größten wissenschaftlichen Gehölzsammlungen. Außerdem ist er Leiter des eng mit der TU verbundenen Deutschen Baum-Instituts e. V. (kurz DeBI).
Ende März 2021 endete seine reguläre Dienstzeit. Er leitete danach noch weitere drei Semester als 50 % Senior-Professor das Institut und den Forstbotanischen Garten, bis im Sept. 2022 Bernhard Schuldt sein Nachfolger wurde. Seitdem ist er als Seniorprofessur für Forschung und Wissenstransfer zur Baumbiologie weiterhin Mitglied am Institut.
Schwerpunkte seiner Tätigkeit sind seit längerem Trockenstress-Reaktionen und -Anpassung, Baumartenwahl, Baumalterung, Schutz alter Bäume und Umgang mit invasiven Baumarten.

### Privates
Roloff ist verheiratet und hat vier erwachsene Kinder. Er wohnt mit seiner Frau in Diera-Zehren.

## Wissenschaftliche Leistungen
Roloff hat in den Anfangsjahren vor allem dem Fachgebiet der Morphologie und Dendrologie innerhalb der Forstbotanik wieder mehr Aufmerksamkeit verschafft und daraus auch wichtige Erkenntnisse für praktische Anwendungen abgeleitet. Seine jahrelangen Forschungen auf diesem Gebiet mündeten in das 2001 veröffentlichte Standardwerk Baumkronen – Verständnis und praktische Bedeutung eines komplexen Naturphänomens. In Bäume – Phänomene der Anpassung und Optimierung/Trees – Phenomena of Adaptation and Optimization (2004), das sich auch an dendrologische Laien richtete, rückte er die ganzheitliche Betrachtung des Lebewesens Baum und dessen Überlebensstrategien in den Mittelpunkt. Nachdem sich die Waldsterbens-Debatte auch in der forstwissenschaftlichen Fachwelt beruhigt hatte und von der Annahme eines Klimawandels mit weltweit dramatischen Auswirkungen abgelöst wurde, hat sich Roloff in seinen Forschungsarbeiten mit baumbiologischen Fragestellungen zu diesem Themenkomplex beschäftigt.

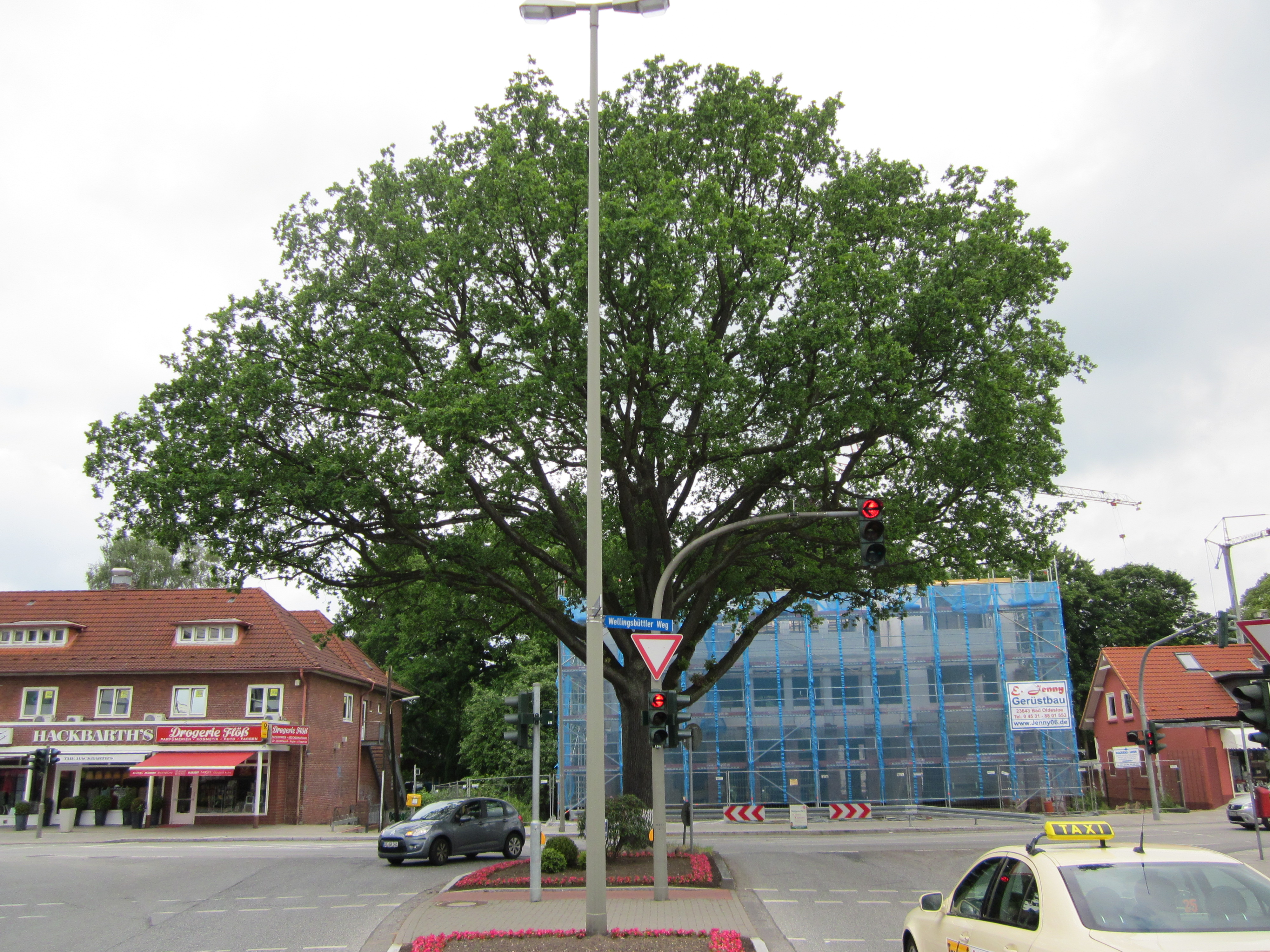
Seit etwa Mitte der 2000er Jahre gehören auch Stadtbäume sowie Baumpflege zu Roloffs Forschungsschwerpunkten

Zudem hat sich Roloff, der seit den 1980er Jahren regelmäßig als Baumsachverständiger gutachterlich für Gerichte tätig ist, auch intensiv mit den Themenfeldern Baumpflege und der so genannten Urban Forestry auseinandergesetzt. So gehören seit etwa Mitte der 2000er Jahre Stadtbäume, insbesondere ihre Biologie, Verwendung und Pflege, zu seinen Forschungsschwerpunkten. Dazu hat Roloff auch erfolgreich Fäden zur Praxis gesponnen und mit mehreren Städten Straßenbaumkonzeptionen entwickelt (u. a. Jena, Hamburg, Erfurt). Gemeinsam mit Detlef Thiel, Leiter des Amtes für Stadtgrün und Abfallwirtschaft in Dresden, ist er Initiator und Organisator der Dresdner StadtBaumtage, die seit 2007 abwechselnd in Dresden oder Tharandt veranstaltet werden. Von 2016 bis 2020 leitete er den Regelwerksausschuss Baumkontroll-Richtlinie der FLL zur Überarbeitung der Vorschriften zur Verkehrssicherheitskontrolle von Bäumen. Die neue Ausgabe der Baumkontroll-Richtlinie ist 2020 erschienen.
Daneben ist er auch bei vielen anderen Weiterbildungsveranstaltungen auf dem Gebiet der Baumbiologie und Baumpflege Referent. Diese gibt er zusätzlich zu seinen regulären akademischen Lehrverpflichtungen für Forstwissenschaftler, Landschaftsarchitekten und Geographen. Roloff engagiert sich auch in der akademischen Selbstverwaltung der TU Dresden, war von 1994 bis 2003 Studiendekan der Fachrichtung Forstwissenschaften und ist seit 2018 Vorsitzender des Prüfungsausschusses.
Neben zahlreichen Veröffentlichungen in den unterschiedlichsten Fachpublikationen ist Roloff auch Autor oder Mitautor etlicher Bücher. Neben den schon genannten verfasste er zusammen mit Andreas Bärtels die vorrangig für die forstliche und gärtnerische Praxis gedachte Flora der Gehölze (erstmals 1996). Von 1997 bis 2021 war Roloff außerdem zusammen mit Horst Weisgerber, Ulla M. Lang und Bernd Stimm Erst-Herausgeber der von Peter Schütt begründeten und weltweit verbreiteten Enzyklopädie der Holzgewächse und deren Auskoppelungen in Buchform. Zugleich hat er auch selbst an zahlreichen Monografien der Enzyklopädie mitgearbeitet. Des Weiteren ist er Herausgeber der Contributions to Forest Sciences und des Lehrbuches Baumpflege – Baumbiologische Grundlagen und Anwendung (2008/2013/2023).

## Mitgliedschaften
- Roloff war von 2008 bis 2016 in der Deutschen Forschungsgemeinschaft zum 4. Mal gewählter Fachvertreter für das Fach Grundlagen der Waldforschung im Fachkollegium Agrar-, Forstwissenschaften, Tiermedizin.[4] Außerdem engagierte sich der Baumbiologe in der Baum des Jahres – Dr. Silvius Wodarz Stiftung und war 2009–2015 Vorsitzender des Kuratoriums Baum des Jahres, dem Fachbeirat der Stiftung, an deren Öffentlichkeitsarbeit er ebenfalls maßgeblich beteiligt ist.[6] Er tritt regelmäßig bei verschiedenen Fachveranstaltungen als Gastredner auf.
- Er gehört dem erweiterten Vorstand (=Rat) der Deutschen Dendrologischen Gesellschaft an und ist dort Fachreferent für Nationalerbe-Bäume.[6]
- Seit 2019 leitet er das Kuratorium Nationalerbe-Baum in der Dt. Dendrol. Ges. und engagiert sich auf diese Weise maßgeblich für den Erhalt, die Wertschätzung und Pflege alter Bäume. Ziel seiner Initiative ist es, 100 Bäume mit über 400 Jahren Alter und über 400 cm Stammumfang mit diesem Titel auszuzeichnen und durch Sondermittel und Schutzmaßnahmen in Würde altern zu lassen.

## Auszeichnungen
- 2024: Sächsischer Verdienstorden[11]

## Schriften
- Morphologie der Kronenentwicklung von Fagus sylvatica L. (Rotbuche) unter besonderer Berücksichtigung möglicherweise neuartiger Veränderungen. 1985, DNB 14115697X (Dissertation Göttingen 1985. Im Druck als Band 18 der Reihe: Berichte des Forschungszentrums Waldökosysteme, Waldsterben. Forschungszentrum Waldökosysteme, Waldsterben, Göttingen 1986).
- Kronenentwicklung und Vitalitätsbeurteilung ausgewählter Baumarten der gemäßigten Breiten. Habilitationsschrift. (Schriften aus der Forstlichen Fakultät der Universität Göttingen und der Nordwestdeutschen Forstlichen Versuchsanstalt, Band 93). Sauerländer, Frankfurt am Main 1989, ISBN 3-7939-5093-X.
- mit Andreas Bärtels: Gehölze. Bestimmung, Herkunft und Lebensbereiche, Eigenschaften und Verwendung. (Gartenflora, Band 1.) Ulmer, Stuttgart-Hohenheim 1996 (2., vollkommen neu bearbeitete Auflage unter dem Titel Flora der Gehölze. Bestimmung, Eigenschaften und Verwendung. Mit einem Winterbestimmungsschlüssel von Bernd Schulz. Ulmer, Stuttgart-Hohenheim 2006; 3., korrigierte Auflage, Ulmer, Stuttgart-Hohenheim 2008; 4., vollkommen überarbeitete und erweiterte Auflage, Ulmer, Stuttgart-Hohenheim 2014; ISBN 978-3-8001-8246-6).
- mit Ulrich Pietzarka: Der Forstbotanische Garten Tharandt. Atelier am Forstgarten, Tharandt 1996. 
 Neuauflage als dreibändiges Werk im Verlag der TU Dresden:
  - Band 1: Ein Gartenführer. 2., vollständig überarbeitete Auflage. 2006 (ISBN 978-3-86005-517-5).
  - Band 2: Forstpark Tharandt. Nordamerikanische Waldformationen im Forstbotanischen Garten Tharandt. Ein Parkführer. 2006 (ISBN 978-3-86005-518-2).
  - Band 3: Sächsisches Landesarboretum. Der vollständige Sammlungsbestand visualisiert mit FoGa-View. 2011 (ISBN 978-3-86780-155-3).
- mit Klaus Klugmann: Ursachen und Dynamik von Eichen-Zweigabsprüngen. (Forstwissenschaftliche Beiträge Tharandt, Heft 1). Fachrichtung Forstwissenschaften der TU Dresden, Tharandt 1997.
- Baumkronen – Verständnis und praktische Bedeutung eines komplexen Naturphänomens. Ulmer, Stuttgart 2001 (ISBN 3-8001-3193-5).
- als Herausgeber: Hartholz-Auenwälder an der mittleren Elbe. Beiträge zur Ökologie, Bewirtschaftung und Renaturierung. (Wald in Sachsen-Anhalt; 2002,11.) Landesforstverwaltung Sachsen-Anhalt, Magdeburg 2002.
- als Herausgeber zusammen mit Stephan Bonn: Ergebnisse ökologischer Forschung zur nachhaltigen Bewirtschaftung von Auenwäldern an der mittleren Elbe. (Forstwissenschaftliche Beiträge Tharandt, Heft 17). Ulmer, Stuttgart 2002 (ISBN 3-8001-4721-1).
- Bäume – Phänomene der Anpassung und Optimierung/Trees – Phenomena of Adaptation and Optimization. Ecomed, Landsberg am Lech 2004 (ISBN 3-609-16262-7)
- als Herausgeber: Urbane Gehölzverwendung im Klimawandel und aktuelle Fragen der Baumpflege. Tagungsband zu den Dresdner StadtBaumtagen am 15./16. März 2007 in Dresden. (Forstwissenschaftliche Beiträge Tharandt, Beiheft 6.) Institut für Dendrochronologie, Baumpflege und Gehölzmanagement der Fachrichtung Forstwissenschaften der TU Dresden, Tharandt 2007 (ISBN 978-3-86005-566-3).
- als Herausgeber: Baumpflege. Baumbiologische Grundlagen und Anwendung. Ulmer, Stuttgart-Hohenheim 2008 (ISBN 978-3-8001-5464-7).
- als Herausgeber: Aktuelle Fragen der Baumpflege und Stadtböden als Substrat für ein Baumleben. Tagungsband / Dresdner StadtBaumtage. Forstwissenschaftliche Kolloquien, Tharandt und Dresden 12./13. März 2008. (Forstwissenschaftliche Beiträge Tharandt, Beiheft 7.) Institut für Dendrochronologie, Baumpflege und Gehölzmanagement der Fachrichtung Forstwissenschaften der TU Dresden, Tharandt 2008 (ISBN 978-3-86780-055-6).
- als Herausgeber: Konzepte und Gestaltung mit Stadtbäumen und aktuelle Fragen der Baumpflege. Tagungsband / Dresdner StadtBaumtage Dresden-Pillnitz, 12./13. März 2009. (Forstwissenschaftliche Beiträge Tharandt, Beiheft 8.) Institut für Dendrochronologie, Baumpflege und Gehölzmanagement der Fachrichtung Forstwissenschaften der TU Dresden, Tharandt 2009 (ISBN 978-3-86780-106-5).
- Bäume – Lexikon der praktischen Baumbiologie. Wiley-VCH, Weinheim 2010 (ISBN 978-3-527-32358-6).
- als Mitverfasser: Biologie der Bäume. Von der Zelle zur globalen Ebene. Ulmer, Stuttgart-Hohenheim 2010 (ISBN 978-3-8252-8450-3 oder ISBN 978-3-8001-2840-2).
- als Herausgeber: Bäume Nordamerikas. Von Alligator-Wacholder bis Zuckerahorn. Alle charakteristischen Arten im Porträt. Wiley-VCH-Verlag, Weinheim 2010 (ISBN 978-3-527-32826-0).
- als Herausgeber: Bäume Mitteleuropas. Von Aspe bis Zirbelkiefer. Mit den Porträts aller Bäume des Jahres von 1989 bis 2010. Wiley-VCH-Verlag, Weinheim 2010 (ISBN 978-3-527-32825-3).
- als Herausgeber: Aktuelle Fragen der Baumpflege und Bedeutung, Schutz und Risiken von Stadtbäumen. Tagungsband / Dresdner StadtBaumtage Dresden, Tharandt 11./12. März 2010. (Forstwissenschaftliche Beiträge Tharandt, Beiheft 9.) Institut für Dendrochronologie, Baumpflege und Gehölzmanagement der Fachrichtung Forstwissenschaften der TU Dresden, Tharandt 2010 (ISBN 978-3-86780-157-7).
- als Herausgeber: Aktuelle Fragen der Baumpflege, Baumverwendung und Jungbaumpflege. Tagungsband / Dresdner StadtBaumtage in Dresden, Tharandt 10./11. März 2011. (Forstwissenschaftliche Beiträge Tharandt, Beiheft 10.) Institut für Dendrochronologie, Baumpflege und Gehölzmanagement der Fachrichtung Forstwissenschaften der TU Dresden, Tharandt 2011 (ISBN 978-3-86780-209-3).
- als Herausgeber: Aktuelle Fragen der Baumpflege, Planung, Wertschätzung und Wirkung von Stadtbäumen. Tagungsband / Dresdner StadtBaumtage in Dresden/Tharandt 15./16. März 2012. (Forstwissenschaftliche Beiträge Tharandt, Beiheft 13.) Institut für Dendrochronologie, Baumpflege und Gehölzmanagement der Fachrichtung Forstwissenschaften der TU Dresden, Tharandt 2012 (ISBN 978-3-86780-267-3).
- als Herausgeber: Aktuelle Fragen der Baumpflege, Planung, Wertschätzung und Verwendung von Stadtbäumen. Tagungsband / Dresdner StadtBaumtage in Dresden/Tharandt 14./15. März 2013. (Forstwissenschaftliche Beiträge Tharandt, Beiheft 14.) Institut für Dendrochronologie, Baumpflege und Gehölzmanagement der Fachrichtung Forstwissenschaften der TU Dresden, Tharandt 2013 (ISBN 978-3-86780-316-8).
- Bäume in der Stadt: Besonderheiten, Funktion, Nutzen, Arten, Risiken. Ulmer, Stuttgart 2013 (ISBN 978-3-8001-7598-7).
- Handbuch Baumdiagnostik – Baum-Körpersprache und Baum-Beurteilung. Ulmer, Stuttgart 2015 (ISBN 978-3-8001-8360-9).
- als Herausgeber: Baumpflege & Naturschutz und Aktuelles zur Verwendung und Pflege von Stadtbäumen. Tagungsband / Dresdner StadtBaumtage in Dresden/Tharandt 13./14. März 2014. (Forstwissenschaftliche Beiträge Tharandt, Beiheft 16.) Institut für Dendrochronologie, Baumpflege und Gehölzmanagement der Fachrichtung Forstwissenschaften der TU Dresden, Tharandt 2014 (ISBN 978-3-86780-375-5).
- als Herausgeber: Aktuelle Fragen der Baumpflege und -verwendung, Stadtbaumeigenschaften und -wirkungen. Tagungsband / Dresdner StadtBaumtage in Dresden/Tharandt 12./13. März 2015. (Forstwissenschaftliche Beiträge Tharandt, Beiheft 17.) Institut für Dendrochronologie, Baumpflege und Gehölzmanagement der Fachrichtung Forstwissenschaften der TU Dresden, Tharandt 2015 (ISBN 978-3-86780-418-9).
- als Herausgeber: Aktuelle Fragen der Baumpflege und -verwendung, Umgang mit alten Bäumen/neuen Baumarten. Tagungsband / Dresdner StadtBaumtage in Dresden/Tharandt 10./11. März 2016. (Forstwissenschaftliche Beiträge Tharandt, Beiheft 18.) Institut für Dendrochronologie, Baumpflege und Gehölzmanagement der Fachrichtung Forstwissenschaften der TU Dresden, Tharandt 2016 (ISBN 978-3-86780-468-4).
- als Herausgeber: Urban Tree Management – for the Sustainable Development of Green Cities. Wiley-VCH, Chichester/GB 2016 (ISBN 978-1-118-95458-4).
- als Herausgeber: Aktuelle Fragen der Baumpflege und -verwendung, Planung und Wertschätzung von Stadtbäumen. Tagungsband / Dresdner StadtBaumtage in Dresden/Tharandt 16./17. März 2017. (Forstwissenschaftliche Beiträge Tharandt, Beiheft 19.) Institut für Dendrochronologie, Baumpflege und Gehölzmanagement der Fachrichtung Forstwissenschaften der TU Dresden, Tharandt 2017 (ISBN 978-3-86780-513-1).
- Der Charakter unserer Bäume – ihre Eigenschaften und Besonderheiten. Ulmer, Stuttgart 2017 (ISBN 978-3-8001-0929-6).
- Vitalitätsbeurteilung von Bäumen – Aktueller Stand und Weiterentwicklung. Haymarket Media, Braunschweig 2018 (ISBN 978-3-87815-261-3).
- als Herausgeber: Aktuelle Fragen der Baumpflege und -verwendung, Denkmalschutz und neue Baumarten. Tagungsband / Dresdner StadtBaumtage in Dresden/Tharandt 15./16. März 2018. (Forstwissenschaftliche Beiträge Tharandt, Beiheft 20.) Institut für Dendrochronologie, Baumpflege und Gehölzmanagement der Fachrichtung Forstwissenschaften der TU Dresden, Tharandt 2018 (ISBN 978-3-86780-547-6).
- als Herausgeber: Aktuelle Fragen der Baumpflege und -verwendung, Management und Verwendung von Stadtbäumen. Tagungsband / Dresdner StadtBaumtage in Dresden/Tharandt 14./15. März 2019. (Forstwissenschaftliche Beiträge Tharandt, Beiheft 21.) Institut für Dendrochronologie, Baumpflege und Gehölzmanagement der Fachrichtung Forstwissenschaften der TU Dresden, Tharandt 2019 (ISBN 978-3-86780-591-9).
- als Herausgeber: Baumpflege – Baumbiologische Grundlagen und ihre Anwendung. 3. Aufl. Ulmer, Stuttgart 2019 (ISBN 978-3-8186-0737-1).
- als Herausgeber: Die starken Bäume Deutschlands – 111 faszinierende Naturerben und ihre Geschichten. Quelle & Meyer, Wiebelsheim 2020 (ISBN 978-3-494-01814-0).
- als Herausgeber: Aktuelle Fragen der Baumpflege, -biologie und -pflanzung, Vitalität und Gesundheit von Stadtbäumen. Tagungsband / Dresdner StadtBaumtage in Dresden/Tharandt 12./13. März 2020. (Forstwissenschaftliche Beiträge Tharandt, Beiheft 22.) Institut für Dendrochronologie, Baumpflege und Gehölzmanagement der Fachrichtung Forstwissenschaften der TU Dresden, Tharandt 2020 (ISBN 978-3-86780-623-7).
- als Herausgeber: Trockenstress bei Bäumen – Ursachen, Strategien, Praxis. Quelle & Meyer, Wiebelsheim 2021 (ISBN 978-3-494-01858-4).
- Nationalerbe-Bäume – Konzeption und Ziele, Umsetzung und Realisierung zum Schutz alter Bäume in Deutschland: die ersten 16 Kandidaten in allen Bundesländern. Verlag Forstbotanik TU Dresden, Tharandt 2022 (ISBN 978-3-86780-704-3). Download auf https://nationalerbe-baeume.de/2022/05/01/buch-neuerscheinung-zur-initiative/
- Inspiration Natur im Jahreslauf – Mentale Stärkung und Motivation durch beswusstes Erleben. Verlag Quelle & Meyer, Wiebelsheim 2023 (ISBN 978-3-494-01946-8).

- Roloff ist seit 1997 Mitherausgeber und seit 2005 Erstherausgeber der beständig erweiterten Loseblatt-Reihe Enzyklopädie der Holzgewächse. Handbuch und Atlas der Dendrologie, des mit inzwischen über 6500 Seiten aktuell weltweit umfassendsten Werkes der Dendrologie.
- Roloff war von 2017 bis 2021 Herausgeber des Großformat-Bildkalenders Starke Bäume im Dr. Frank Verlag Gera, mit der Dt. Dendrologischen Gesellschaft.